# Löffelbiskuit

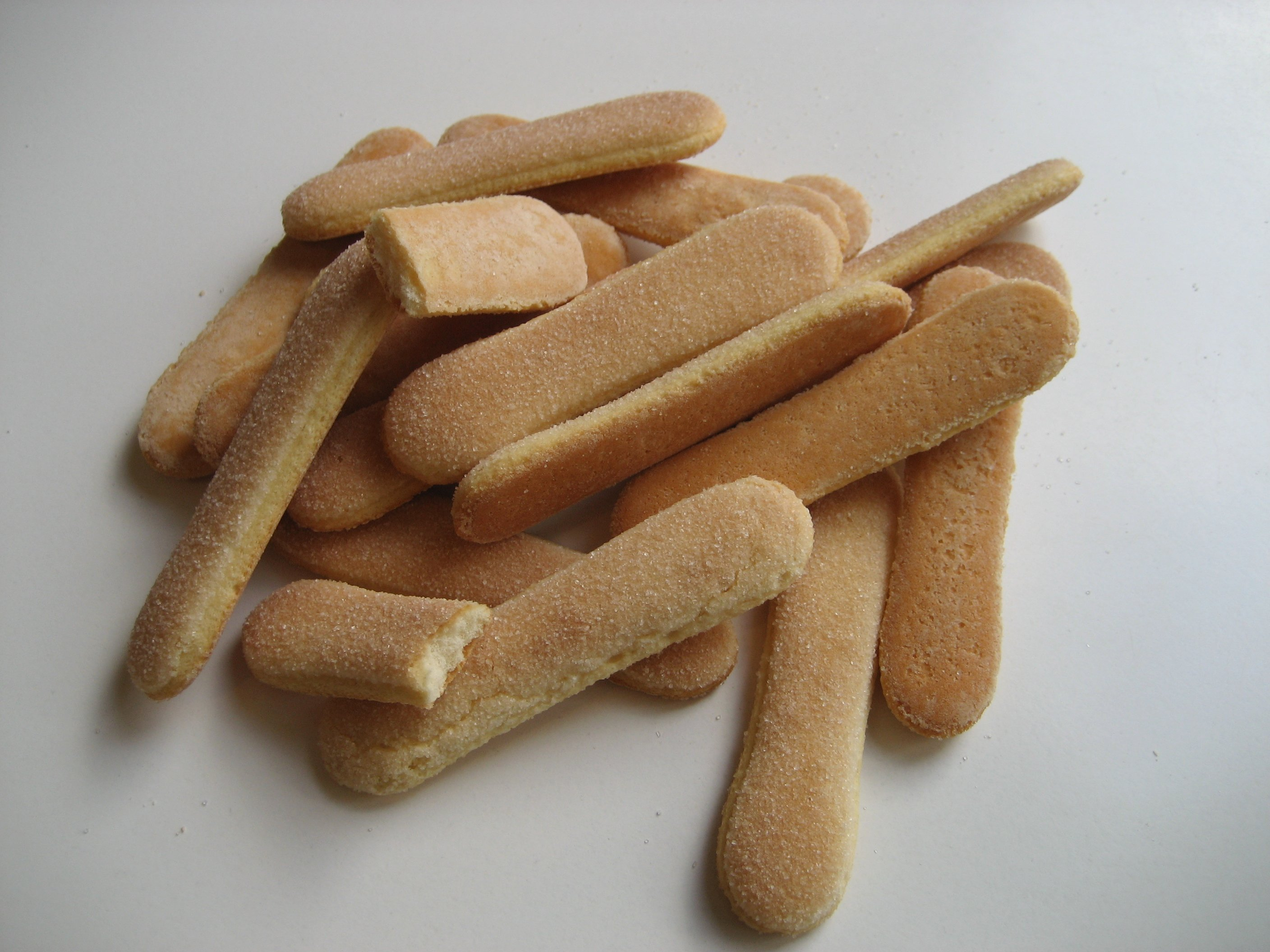
Löffelbiskuits, geformt durch Stanzung

Ein Löffelbiskuit (bundesdeutsches Hochdeutsch, Aussprache [-bɪsˈkviːt] und Schweizer Hochdeutsch, Aussprache [-ˈbɪsku̯i], maskulin oder neutrum) bzw. eine Biskotte (österreichisches Hochdeutsch, Aussprache: [biʃˈkoːtɛ], auch [bisˈkɔtɛ], von italienisch biscotto; Frühneuhochdeutsch bischgot) ist eine Kekssorte aus Othellomasse, einer Biskuitmasse.
Der bzw. das Löffelbiskuit ist flach-länglich, an den Enden abgerundet und wird häufig nach dem Backen mit Staubzucker bestreut. Die Bezeichnung Löffelbiskuit kommt von einer geringfügigen Taillierung der Breite in der Längenhälfte, womit eine gewisse Ähnlichkeit mit einem kleinen Löffel entsteht. Länge × Breite × Höhe von grob etwa 130 mm × 30 mm × 8 mm sind für Löffelbiskuit typisch.
Handwerklich wird die dressierfähige Masse auf papierbelegte Bleche gespritzt und bei mäßiger Hitze gebacken. Industriell wird die Doppellöffelform aus einer nach dem Backen noch warmen und feucht-weichen Teigmasse gestanzt, bevor der Keks stark getrocknet und dadurch spröde und bruchanfällig wird.
Löffelbiskuit wird auch in Eistorte, Charlotten und Tiramisu oder aufgeweicht als Babynahrung verwendet.

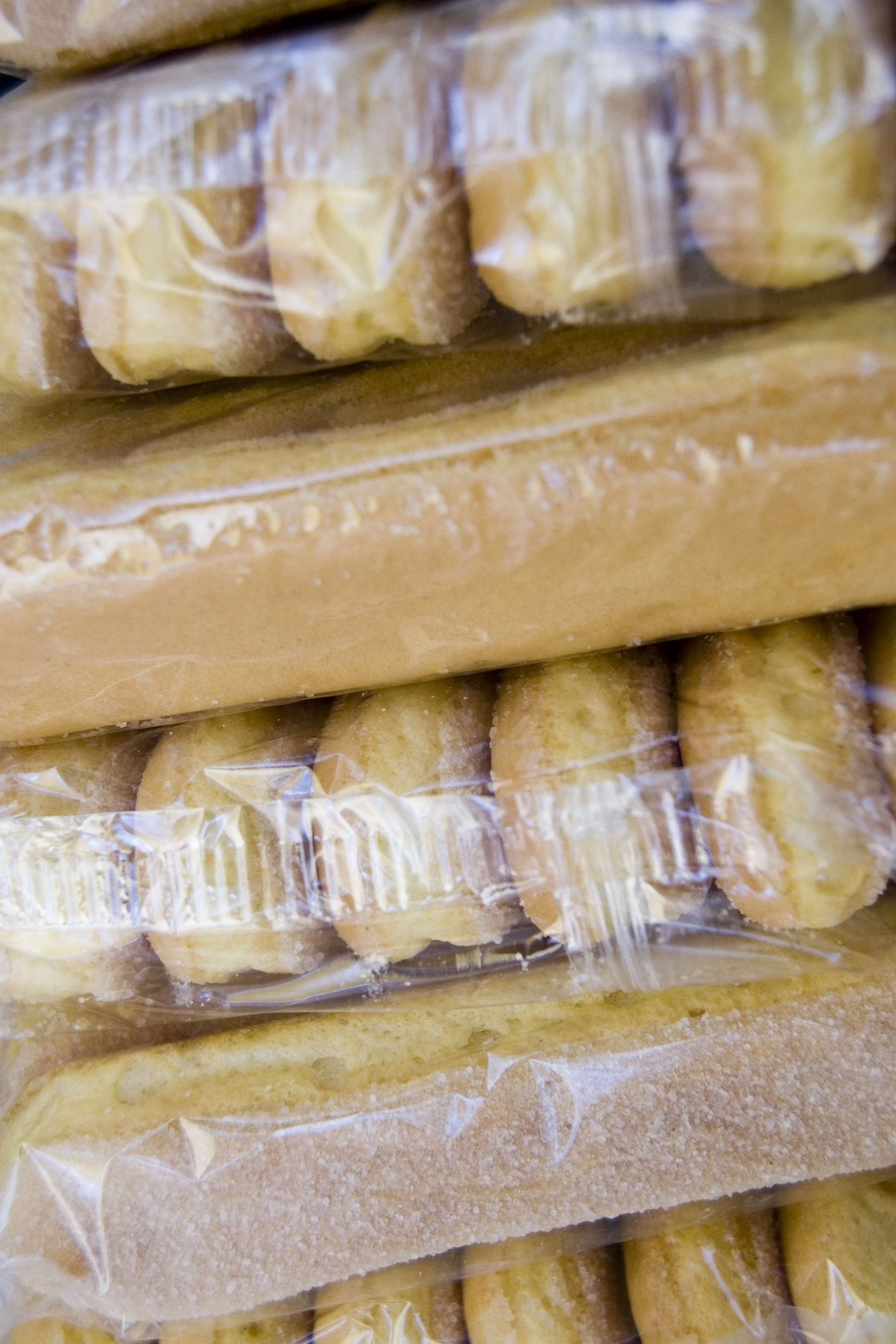
Ladyfinger-Biskuits, verpackt

## Herkunft
Löffelbiskuits entstanden im späten fünfzehnten Jahrhundert am Hof des Herzogtums von Savoyen und wurden zum Anlass eines Besuches des Königs von Frankreich erfunden. Später wurden sie als offizielles Gebäck des Hofstaates dargeboten und erfreuten sich gerade bei den jungen Mitgliedern des Hofstaats großer Beliebtheit. Auch Besuchern bot man die Kekse als Beispiel der lokalen Küche an.
Weitere Bezeichnungen für ähnliche Backwaren sind:
- Ladyfinger
- Savoiardi

## Glücksfische
In Wien werden von manchen Personen Biskotten in Fischform zum Jahreswechsel verzehrt, und zwar von hinten nach vorn – damit sie nicht davonschwimmen können.